# Доннелли, Мартин (автогонщик)
Хью Пи́тер Ма́ртин До́ннелли (англ. Hugh Peter Martin Donnelly, 26 марта 1964, Белфаст, Северная Ирландия) — британский автогонщик, участник чемпионата мира по автогонкам в классе Формула-1.

## Биография
В 1985 году соревновался в британской Формуле-Форд, с 1986 по 1988 год выступал в британской Формуле-3, где за три года одержал пять побед. С 1988 года также участвовал в Формуле-3000, выиграл две гонки в 1989 году. Также принял участие в Гран-при Франции 1989 года Формулы-1 за рулём автомобиля Arrows. На следующий год выступал в Формуле-1 в команде Lotus, очков не набрал. На квалификации перед Гран-при Испании 1990 года попал в тяжёлую аварию, когда его автомобиль на высокой скорости врезался в заградительный барьер и разломился пополам. Кабина оказалась полностью разрушена, Доннелли был выброшен из машины вместе с сиденьем и получил множественные переломы. После восстановления закончил карьеру автогонщика и лишь изредка стартовал в гонках исторических автомобилей. Также участвовал в ряде Гран-при Формулы-1 в качестве стюарда (судьи).

## Результаты гонок в Формуле-1
| Легенда к таблице |                                                                    |
| --- | ------------------------------------------------------------------ |
| В таблице перечислены результаты всех Гран-при Формулы-1, в которых принимал участие гонщик. Строками таблицы являются сезоны, столбцами — этапы чемпионата мира. В каждой клетке указаны сокращённое название этапа и результат, дополнительно обозначенный цветом. Расшифровка обозначений и цветов представлена в нижеследующей таблице. |                                                                    |
| \| Пример \| Описание \| \| ------------ \| ------------------------------------------------------------------ \| \| 1 \| Победитель \| \| 2 \| Второе место \| \| 3 \| Третье место \| \| 5 \| Финишировал, заработав очки \| \| Сход \| Не финишировал, но при этом заработал очки \| \| 12 \| Финишировал, не получив очков \| \| НКЛ \| Финишировал, но не попал в финальную классификацию \| \| 15 \| Участвовал вне зачёта, либо по отдельной классификации \| \| 18 \| Не финишировал, но попал в финальную классификацию \| \| Сход \| Не финишировал \| \| НКВ \| Не прошёл квалификацию \| \| НПКВ \| Не прошёл предквалификацию \| \| ДСК \| Дисквалифицирован \| \| ИСК \| Исключён из протокола соревнований \| \| ТТ \| Заявлен для участия только в тренировках \| \| НС \| Участвовал в квалификации, но не стартовал в гонке \| \| Т \| Травмирован или болен \| \| ОТК \| Отказ от участия \| \| НТР \| Прибыл на соревнования, но на трассу не выезжал \| \| НПР \| Был заявлен в числе участников, но не прибыл к началу соревнований \| \| О \| Соревнования отменены \| \| \| Не участвовал \| \| Поул-позиция \| \| \| Быстрый круг \| \| |                                                                    |
| Пример | Описание                                                           |
| 1 | Победитель                                                         |
| 2 | Второе место                                                       |
| 3 | Третье место                                                       |
| 5 | Финишировал, заработав очки                                        |
| Сход | Не финишировал, но при этом заработал очки                         |
| 12 | Финишировал, не получив очков                                      |
| НКЛ | Финишировал, но не попал в финальную классификацию                 |
| 15 | Участвовал вне зачёта, либо по отдельной классификации             |
| 18 | Не финишировал, но попал в финальную классификацию                 |
| Сход | Не финишировал                                                     |
| НКВ | Не прошёл квалификацию                                             |
| НПКВ | Не прошёл предквалификацию                                         |
| ДСК | Дисквалифицирован                                                  |
| ИСК | Исключён из протокола соревнований                                 |
| ТТ | Заявлен для участия только в тренировках                           |
| НС | Участвовал в квалификации, но не стартовал в гонке                 |
| Т | Травмирован или болен                                              |
| ОТК | Отказ от участия                                                   |
| НТР | Прибыл на соревнования, но на трассу не выезжал                    |
| НПР | Был заявлен в числе участников, но не прибыл к началу соревнований |
| О | Соревнования отменены                                              |
| | Не участвовал                                                      |
| Поул-позиция |                                                                    |
| Быстрый круг |                                                                    |

| Сезон | Команда | Шасси      | Двигатель         | Ш | 1   | 2        | 3     | 4        | 5        | 6     | 7      | 8        | 9        | 10    | 11     | 12       | 13       | 14     | 15  | 16  | Место | Очки |
| ----- | ------- | ---------- | ----------------- | - | --- | -------- | ----- | -------- | -------- | ----- | ------ | -------- | -------- | ----- | ------ | -------- | -------- | ------ | --- | --- | ----- | ---- |
| 1989  | Arrows  | Arrows A11 | Ford Cosworth DFR | G | БРА | САН      | МОН   | МЕК      | США      | КАН   | ФРА 12 | ВЕЛ      | ГЕР      | ВЕН   | БЕЛ    | ИТА      | ПОР      | ИСП    | ЯПО | АВС | -     | 0    |
| 1990  | Lotus   | Lotus 102  | Lamborghini       | G | США | БРА Сход | САН 8 | МОН Сход | КАН Сход | МЕК 8 | ФРА 12 | ВЕЛ Сход | ГЕР Сход | ВЕН 7 | БЕЛ 12 | ИТА Сход | ПОР Сход | ИСП НС | ЯПО | АВС | -     | 0    |